# Grafo completo
En teoría de grafos, un grafo completo es un grafo simple donde cada par de vértices está conectado por una arista.
Un grafo completo de n vértices tiene {\displaystyle n(n-1)/2} aristas, y se denota {\displaystyle K_{n}}. Es un grafo regular con todos sus vértices de grado {\displaystyle n-1}. La única forma de hacer que un grafo completo se torne disconexo a través de la eliminación de vértices, sería eliminándolos todos.
El teorema de Kuratowski dice que un grafo plano no puede contener {\displaystyle K_{5}} (o el grafo bipartito completo {\displaystyle K_{3,3}}) y todo {\displaystyle K_{n}} incluye a {\displaystyle K_{n-1}}, entonces ningún grafo completo {\displaystyle K_{n}} con {\displaystyle n\geq 5} es plano.

## Ejemplos
Los grafos completos de 1 a 12 nodos son los siguientes:
| K1: 0  | K2: 1   | K3: 3   | K4: 6   |
| ------ | ------- | ------- | ------- |
|        |         |         |         |
| K5: 10 | K6: 15  | K7: 21  | K8: 28  |
|        |         |         |         |
| K9: 36 | K10: 45 | K11: 55 | K12: 66 |
|        |         |         |         |